# Кетрошены
Кетрошены (рум. Chetroşeni, Кетрошень) — село в Хынчештском районе Молдавии. Наряду с селом Мирешты входит в состав коммуны Мирешты.

## География
Село расположено на высоте 109 метров над уровнем моря.

## Население
По данным переписи населения 2004 года, в селе Кетрошень проживает 359 человек (181 мужчина, 178 женщин).
Этнический состав села:
| Национальность | Число жителей | Процентный состав |
| -------------- | ------------- | ----------------- |
| молдаване      | 350           | 97.49             |
| украинцы       | 7             | 1.95              |
| русские        | 2             | 0.56              |
| Всего          | 359           | 100%              |